# 간도리 신호소
간도리 신호소(일본어: 梶取信号所, かんどりしんごうじょ)은 일본 와카야마현 와카야마시에 있는 난카이 전기철도 가다 선의 신호장이다.

## 역사
- 1950년 7월 15일: 마쓰에 선 기노카와 ~ 히가시마쓰에 사이에 신호소 개설.
- 1955년 2월 15일: 가다 지선(1994년경부터 가다 선)의 신호소가 됨.

## 신호소 구조
배선상은 4량 편성분 정도의 유효 길이를 가진 1선 구조이지만, 신호소 안은 좌측 통행이다. 따라서, 가다 방향으로 가려면 직선 측을 통과하게 되는데, 와카야마시 행은 오작동이 없어도 분기 측을 지나게 되고 35km/h의 제한을 받으며 기노카와 역에서 본 신호장의 끝까지 구간은 기노카와 역 부근의 복선 부분을 제외하고 콘크리트 침목화가 이루어졌고 일부에서 장대 레일화도 이루어지고 있다. 또한, 본 구간은 복선화 용지가 확보되어 있다.
가다 선에서는 니시노쇼 역 이외의 전 역에 대향 기자재가 구비되어 있지만 지금도 아침 저녁을 중심으로 이 신호장에서 교행 하는 열차가 존재한다.

## 역 주변
- 와카야마 현도 7호 고카와카다 선
- 와카야마 시립 미사키니시 초등학교

## 인접역
| 난카이 전기철도 가다 선       | 난카이 전기철도 가다 선 | 난카이 전기철도 가다 선       |
| ----------------------------- | ----------------------- | ----------------------------- |
| NK44 기노카와 와카야마시 방면 |                         | 히가시마쓰에 NK44-1 가다 방면 |